# あさがくるまえに
『あさがくるまえに』（Réparer les vivants）は、カテル・キレヴェレ監督による2016年製作のベルギー、フランス合作のヒューマンドラマ。
脳死による心臓移植手術をめぐるドナー家族と友人、レシピエントと家族友人、各医療スタッフそれぞれの視点からの心模様を描いた。